# First Time
First Time ist ein Lied von Robin Beck aus dem Jahr 1988, das Gavin Spencer, Tom Anthony und Terry Boyle geschrieben hatten.

## Geschichte
Im Lied singt Robin Beck über eine positive erste Liebesbeziehung. Vor der Veröffentlichung war der Song als Werbesingle für eine Coca-Cola-Werbung zu hören. Durch die damalige unvorhergesehene Popularität beschloss man, die Ballade zu veröffentlichen, und außerhalb der Vereinigten Staaten wurde First Time ein beachtlicher kommerzieller Erfolg.
Die Veröffentlichung erfolgte am 14. Oktober 1988. In den Ländern Deutschland, Österreich, Schweiz, Niederlande, Belgien, Norwegen, Großbritannien und Irland wurde die Pop-Rock-Ballade ein Nummer-eins-Hit.
Am 8. April 1989 sang Robin Beck das Lied bei Wetten, dass..? aus Saarbrücken mit Thomas Gottschalk. Zu Ostern 1989 war das Lied der Siegertitel des ersten Hitparadenmarathons Top 800 von Radio Hamburg.

## Musikvideo
Zu Beginn des Musikvideos macht sich Robin Beck im Badezimmer zurecht und geht anschließend unruhig durch die Wohnung, schaut aus dem Fenster und versucht, jemanden anzurufen. Einrichtungsgegenstände, Zeitschriften und das Fernsehen lassen sie ständig an Liebespaare denken. Dann springt sie auf, öffnet die Tür, und ein überdimensionaler Blumenstrauß kommt ihr entgegen.

## Coverversionen
- 1989: V.S.O.P.
- 1999: Kasia Kowalska (Chce Zatrzymac Ten Czas)
- 2003: Unique feat. Robin Beck
- 2006: Sunblock feat. Robin Beck
- 2007: Rapsoul (Erste Liebe)